# Belvita
Belvita — производитель печений на завтрак, впервые представленный во Франции в 1998 году компанией Kraft Foods Inc. под названием LU Petit Déjeuner и в настоящее время принадлежащий Mondelēz International.

## Описание
Впервые печенье Belvita было представлено во Франции в 1998 году. В 2000 году марка распространилась на ещё 7 европейских рынков, в 2010 году печенья Belvita начали продаваться в Бразилии, а в 2012 году марка вышла на рынок Северной Америки.
В ноябре 2011 года компания Kraft Foods объявила, что передала рекламное креативное задание для Belvita в США рекламному агентству Crispin Porter & Bogusky, входящему в MDC Partners.
В августе 2011 года компания Kraft Foods объявила о намерении разделить компанию на две публичные компании: новую компанию под названием Kraft Foods Group (позже объединённую с Heinz) и Mondelēz International (переименованную в Kraft Foods Inc.), которая сохранит дочернюю компанию Nabisco и такие бренды, как Belvita. Разделение произошло в октябре 2012 года.
В октябре 2012 года в Соединённом Королевстве марка Belvita продемонстрировала самый высокий рост продаж: 84,5% по стоимости и 66% по объёму.
В 2013 году компания Mondelēz добровольно отозвала два вида печенья Belvita в США после получения уведомления о том, что неисправность на заводе стороннего поставщика могла привести к попаданию металлических фрагментов в печенье.
В 2017 году компания Belvita начала свою деятельность в России (ранее печенье продавалось компанией «Большевик» под названием «Юбилейное Утреннее»). Вкусы печений: фундук и мёд, злаковые хлопья, какао. Также выпускаются печенья-сэндвичи с цельными злаками и йогуртовыми начинками.
Начиная с 2023 года, компании Nabisco и Kraft Foods производили и продавали Belvita под брендом SinNegro в Индонезии, заменив предыдущий бренд Hony Bran. Производство молочных бисквитов было прекращено в 2009 году, но в 2016 году бренд Belvita был перезапущен под брендом Cereal Biscuits.